# دريكيش
دريكيش مدينة ومركز منطقة ومصيف في سورية تقع في شمال غرب البلاد. وتبعد 38 كيلومترا شرق مدينة طرطوس في سلسلة الجبال الساحلية. تشتهر بطبيعة خلابة وغابات من السنديان والبلوط والدلب والتوت وتأتي الآثار والمواقع الأثرية في المدينة ومحيطها لتزيد من أهمية الموقع ومؤهلات تضاف للسياحة التي تشتهر بها الدريكيش منذ زمن بعيد.
تدفق ينابيع للمياه المعدنية بين الغابات في العديد من مناطق دريكيش. وفي المدينة معمل لتعبئة المياه المعدنية الشهيرة بنقائها وعذوبتها وهو من أوائل المعامل للمياه المعدنية في المنطقة، وكذلك تشتهر الدريكيش بتربية دودة القز وصناعة الحرير الطبيعي التي عرفت واشتهرت به وكذلك باشجار الفاكهة والطبيعة الجميلة - جبال وغابات - والجو الجميل البارد في أشهر الصيف.
تقع دريكيش في حضن جبل يرتفع عن سطح البحر 550 مترا وتحيط بها الطبيعة الرائعة من كل جانب وتنتشر الفنادق والمطاعم والمنتزهات الجبلية الرائعة، وتتمتع المنطقة بجو معتدل جميل وطبيعة ساحرة مما يجعلها مقصدا للسواح والمصطافين.

## الطبيعة والسكان
تقع على سفح أحد الجبال المكللة بالخضرة والغابات ويترواح ارتفاح المدينة بين 480 م و 550 م، ويبلغ عدد سكانها 120 ألف نسمة، وهي مركز منطقة يتبع لها 110 قرى متوزعة على ثلاثة نواحي هي : دوير رسلان وحمين وجنينة رسلان، وتنتشر في الدريكيش المحلات التجارية ومراكز تخصصية ومقاهي إنترنت وكافة مرافق الخدمات هناك الكثير من المعالم الطبيعية في دريكيش ومحيطها مثل الينابيع العذبة المتدفقة والأنهار التي تجري بين الغابات التي تضم الأشجار المعمرة التي يبلغ ارتفاع بعضها أكثر من 20 متراً وقطر ساقها يزيد على المترين وطبيعة ساحرة في غاية الجمال، حيث بين هذه الغابات وعلى الينابيع تنتشر المقاهي والاستراحات وهناك عدد من المغر والكهوف أهمها مغارة بيت الوداي التي تعد من أجمل المغارات في العالم وقلعة الشيخ ديب وكذلك حصن سليمان الذي يبعد عن دريكيش بحدود 20 كم والآثار الرومانية.

## التاريخ
يذكر المؤرخون أن اسم الدريكيش مشتق من الآرامية السورية القديمة بمعنى المحطة الصغيرة، وفي المدينة ومحيطها العديد من الآثار التي تعود لحقب زمنية مختلفة تعرضت المدينة في تاريخها لحريق كبير عام 1838م، ومرّت بها الحضارات التي انتشرت في مناطق جبال الساحل السوري.
خضعت الدريكيش للفينيقيين منذ فترة قبل الميلاد وحصن سليمان الأثر الفينيقي ما زال شاهداً حتى الآن، سيطرت عليها الممالك الآرامية المتعددة وهاجمها الفرس وحكموها حتى سقطت بيد اليونان عام 333 ق.م، بقيادة الإسكندر المقدوني ثم حلّ الرومان محل السلوقيين عام 64 ق.م .
حرر العرب الدريكيش من الروم عام 17هـ (638 م) بقيادة عبادة بن الصامت النوفلي في النصف الثاني من القرن السابع الميلادي بأمر من عبيدة بن الجراح حيث انتشر فيها الدين الإسلامي وقد أزاحت اللغة العربية كل اللغات التي كانت سائدة في المنطقة قبلها .
أتت إلى الدريكيش هجرات عربية من طي - كندة - حمير - همذان وخضعت للحكم الأموي والعباسي وكانت بلاد صافيتا التي مركزها الدريكيش تمتد من سهل عكار إلى البيرة ومن تلكلخ إلى الشيخ بدر ومنطقة طرطوس .
دخلها الصليبيون عام 1099م وقاموا ببناء الأديرة والحصون مثل برج صافيتا وبرج تخله، ولكنها تعرضت في عام 1170 لهزة أرضية، وفي عام 1188م بدأ صلاح الدين الأيوبي بتحرير سورية من الصليبيين وحرر العرب برج صافيتا وبرج تخله وقلعة الحصن على يد الظاهر بيبرس .
دخل العثمانيون سورية عام 1516م , وجعلوا بلاد صافيتا قائمقامية مركزها الدريكيش تتبع لواء طرابلس الشام، وفي عام 1832م دخلها إبراهيم باشا الذي اعتبر قوة منقذة من مصائب الحكم العثماني ولكن مظالمه أدت إلى قيام حركة مسلحة بقيادة آل شمسين وانتهت بحرق المدينة في ربيع 1838م, لم ينج من سكانها إلا القليل، وعادت السلطة العثمانية وعاد حكم الباشاوات الأتراك,.
وبعد هزيمة الأتراك في الحرب العالمية الأولى دخلت القوات الفرنسية الدريكيش عام 1919م , بقيادة الكابيتان رساك والكابيتان فيو، وقد حاول الفرنسيون خلال احتلالهم سورية جعلها مركزاً للقوات الفرنسية لكنهم عجزوا عن ذلك بسبب مقاومة الأهالي لهم في مختلف المناطق، وفي عام 1920م تحولت الدريكيش إلى ناحية ولم تعرف التقدم إلا بعد الاستقلال، ودخلت الدريكيش بعد الحركة التصحيحية عصراً جديداً وتحولت إدارياً إلى منطقة وشهدت التطور في جميع مجالات الحياة.

## المناخ
يعتبر مناخ دريكيش كمناخ جميع المناطق المرتفعة في الساحل السوري، فالشتاء بارد ماطر وأحيانًا مثلج والصيف معتدل.
| البيانات المناخية لـالدريكيش      | البيانات المناخية لـالدريكيش | البيانات المناخية لـالدريكيش | البيانات المناخية لـالدريكيش | البيانات المناخية لـالدريكيش | البيانات المناخية لـالدريكيش | البيانات المناخية لـالدريكيش | البيانات المناخية لـالدريكيش | البيانات المناخية لـالدريكيش | البيانات المناخية لـالدريكيش | البيانات المناخية لـالدريكيش | البيانات المناخية لـالدريكيش | البيانات المناخية لـالدريكيش | البيانات المناخية لـالدريكيش |
| الشهر                             | يناير                        | فبراير                       | مارس                         | أبريل                        | مايو                         | يونيو                        | يوليو                        | أغسطس                        | سبتمبر                       | أكتوبر                       | نوفمبر                       | ديسمبر                       | المعدل السنوي                |
| --------------------------------- | ---------------------------- | ---------------------------- | ---------------------------- | ---------------------------- | ---------------------------- | ---------------------------- | ---------------------------- | ---------------------------- | ---------------------------- | ---------------------------- | ---------------------------- | ---------------------------- | ---------------------------- |
| متوسط درجة الحرارة الكبرى °م (°ف) | 14 (57)                      | 15 (59)                      | 16 (61)                      | 17 (63)                      | 21 (70)                      | 26 (79)                      | 30 (86)                      | 31 (88)                      | 28.6 (83.5)                  | 25 (77)                      | 23 (73)                      | 17 (63)                      | 22.0 (71.6)                  |
| متوسط درجة الحرارة الصغرى °م (°ف) | 6 (43)                       | 9 (48)                       | 11 (52)                      | 13 (55)                      | 16 (61)                      | 19 (66)                      | 20 (68)                      | 20 (68)                      | 17 (63)                      | 14 (57)                      | 10 (50)                      | 6 (43)                       | 13 (56)                      |
| الهطول مم (إنش)                   | 289 (11.4)                   | 221 (8.7)                    | 188 (7.4)                    | 49 (1.9)                     | 18 (0.7)                     | 4 (0.2)                      | 0 (0)                        | 1 (0.0)                      | 5 (0.2)                      | 34 (1.3)                     | 112 (4.4)                    | 215 (8.5)                    | 1٬136 (44.7)                 |
| متوسط الأيام الممطرة              | 19                           | 17                           | 14                           | 9                            | 5                            | 1                            | 0                            | 1                            | 2                            | 6                            | 9                            | 13                           | 96                           |
| المصدر: Chinci World Atlas        |                              |                              |                              |                              |                              |                              |                              |                              |                              |                              |                              |                              |                              |

## ينابيع الدريكيش ومياهها المعدنية
يوجد في الدريكيش 12نبعاً , هي من أكثر الينابيع غزارة في مدن الساحل السوري، تتدفق حول سفوحها من الأسفل وتتغذى من جبل (ضهر الدريكيش ) وهو حوض ماء معدني حاضنه تراب بازلتي، يرتادها من يطلب علاجاً طبيعياً للرمل لخصائص مياهها المعدنية أهمها نبع الدريكيش الشهير وهو غزير يقع في أحضان طبيعة ساحرة، حيث تصدر مياه الدريكيش إلى عدة دول بعد أن أقيم فيها معمل لتعليب المياه وقد تميزت بفوائدها العلاجية والطبية وبالنقاء والصفاء، ويمكن اعتبارها كعلاج لمرضى الرمل وعلاج مساعد لمرضى الحصى للتخلص منها، ومن هذه الينابيع: نبع عين الفوقة، عين الفزرة، عين بيت تليمة، عين السويدة، نبع تقله، عين أحمد، نبع رزوق، نبع عين الدلبة، نبع بيت الوادي، نبع أبو حلاويش .. وغيرها .
وقد ارتبطت أسماء معظم تلك الينابيع بالمنبع والمصب وطريقة الجريان، فمثلاً نبع (عين الفوقة) هو نبع رئيسي ينبع من أعلى نقطة في جبل الدريكيش، لذلك سمي بهذا الاسم، تميز بنقاء مياهه وصفائها وهو معروف على مستوى العالم كمياه معدنية ولا يوجد مثيل لها إلا في فرنسا وتصل غزارته إلى 6 إنش.
- نبع (الجامع) وهو جانب جامع الإمام جعفر الصادق في منتصف المدينة في شارع عبد المنعم رياض وتصل غزارته إلى 2 إنش، وهو منهل لجميع المواطنين وينبع من جبل الدريكيش.
- نبع (الفزرة) ويقع آخر سوق المدينة سمي بهذا الاسم لاختراقه ونفاذه من بين الصخور الظاهرة وينبع من الجبل أيضاً وتصل غزارته إلى 2 إنش وتميز بمياهه المعدنية.
- نبع (عين عرفتي ) موجود ضمن قرية عرفتي لذلك سمي بهذا الاسم وتتغذى القرية منه وتصل غزارته إلى 2 إنش.
- نبع (عين عروس) موجود في قرية القصيبية يستخدمه السكان للشرب وري الأراضي.
- نبع (بمحصر) موجود في قرية بمحصر وجاءت تسميته من حصر أي محصور في مغارة صخرية تصل غزارته في فصل الشتاء إلى 4 إنش يروي القرية والقرى المحيطة بها بالإضافة لاستخدام الفائض لري المزروعات .
- نبع (بيت تليجة) وأطلق عليه هذا الاسم نسبة لقرية تليجة التي ينبع منها ويستخدم للشرب وري الأراضي وغزارته تصل إلى 1 إنش.
- نبع (البرتقالة) موجود في قرية بيت تليجة ويحيط به حقول الحمضيات وينبع من جرن صخري بشكل نصف برتقالة ويستخدم لري المحاصيل الزراعية المحيطة به، وهناك أيضاً نبع (المغارة) الذي ينبع من جانب نفس الجرن .
- أما نبع (بيت الوادي ) فينبع من مغارة بيت الوادي الشهيرة والمعروفة بصواعدها ونوازلها ويستخدم لإرواء سكان ناحية دوير رسلان وري الأراضي الزراعية.
- نبع (الدلبة) ويروي المدينة وبعض القرى المحيطة أيضاً وينبع جنوب قرية البريخة وتصل غزارته إلى 280 ليتراً في الثانية، وتميز بنقاء وعذوبة مياهه وتتوضع على جانبيه أشجار الدلب والصفصاف وكانت توجد على مجراه بعض طواحين المياه التي تستخدم لطحن الحبوب كطاحون بيت عفوف، وتقوم عليه بعض المقاصف مثل مقصف الدلبة وغيرها.
وبهذا تعتبر الدريكيش منتجعاً صحياً لا مثيل له، وتستحق الزيارة لما تتمتع به من طبيعة خلابة ومياه صحية ووفيرة ومراكز اصطياف يمكن الوصول إليها من عدة طرق.

## السياحة
مصيف دريكيش من المصايف والمنتجعات السورية العريقة بفضل مناج جميل معتدل صيفآ بارد شتاءً وتتساقط الثلوج في أشهر الشتاء لتغطي السفوح والجبال، ضمن منطقة اصطياف وطبيعة خلابة حيث تحتوي الدريكيش والقرى المحيطة بها مئات الينابيع المتدفقة من باطن الجبال من أهمها نبع الدريكيش الشهير، وتنتشر الكازينوهات والمقاهي والمطاعم بين أحضان الطبيعة وهناك عدد من الفنادق السياحية وأمأكن الإقامة، ومنها:روز ماري الدريكيش وأماكن التخييم ورحلات السفاري بين الجبال والوديان المليئة بالكنوز الأثرية وجمال الطبيعة.

أشجار البلوط

## معمل المياه المعدنية
تم تدشين المعمل عام 1976 حيث تم البدء بإنتاج المياه المعدنية بعبوات 1,5 لتر مصنعة من مادة الــ P.V.C و ضمن صناديق كرتونية تتسع ل /12/ عبوة وكان يتبع حينها لوزارة الدفاع وفي عام 1980 تم تشغيل خط لإنتاج مادة الأشربة الغازية / الكولا / بعبوات 330 ملم زجاجية متوضعة ضمن صناديق بلاستيكية يتسع الصندوق إلى /24/ عبوة . وفي عام 1983 اتبع المعمل لوزارة الصناعة وبإشراف المؤسسة العامة للصناعات الغذائية . في عام 2004 تم وضع خط إنتاج عبوات 0,5 لتر بالخدمة والعبوة مصنعة من مادة P.E.T وسدادة برم والعبوات متوضعة ضمن جعب بلاستيكية تتسع الجعبة لـ /12/ عبوة وبطاقة إنتاجية متاحة بلغت 2080 عبوة / الساعة . في عام 2006 تم استبدال خط إنتاج المياه القديم الذي يعمل على مادة أل P.V.C بخط إنتاج جديد عمل على مادة P.E.T وسدادة برم حيث أنتج عبوات 1,5 لتر ومتوضعة ضمن جعب بلاستيكية كل ست عبوات ضمن جعبة واحدة وبطاقة إنتاجية متاح 6430 عبوة / الساعة

معمل المياه

## سد الدريكيش

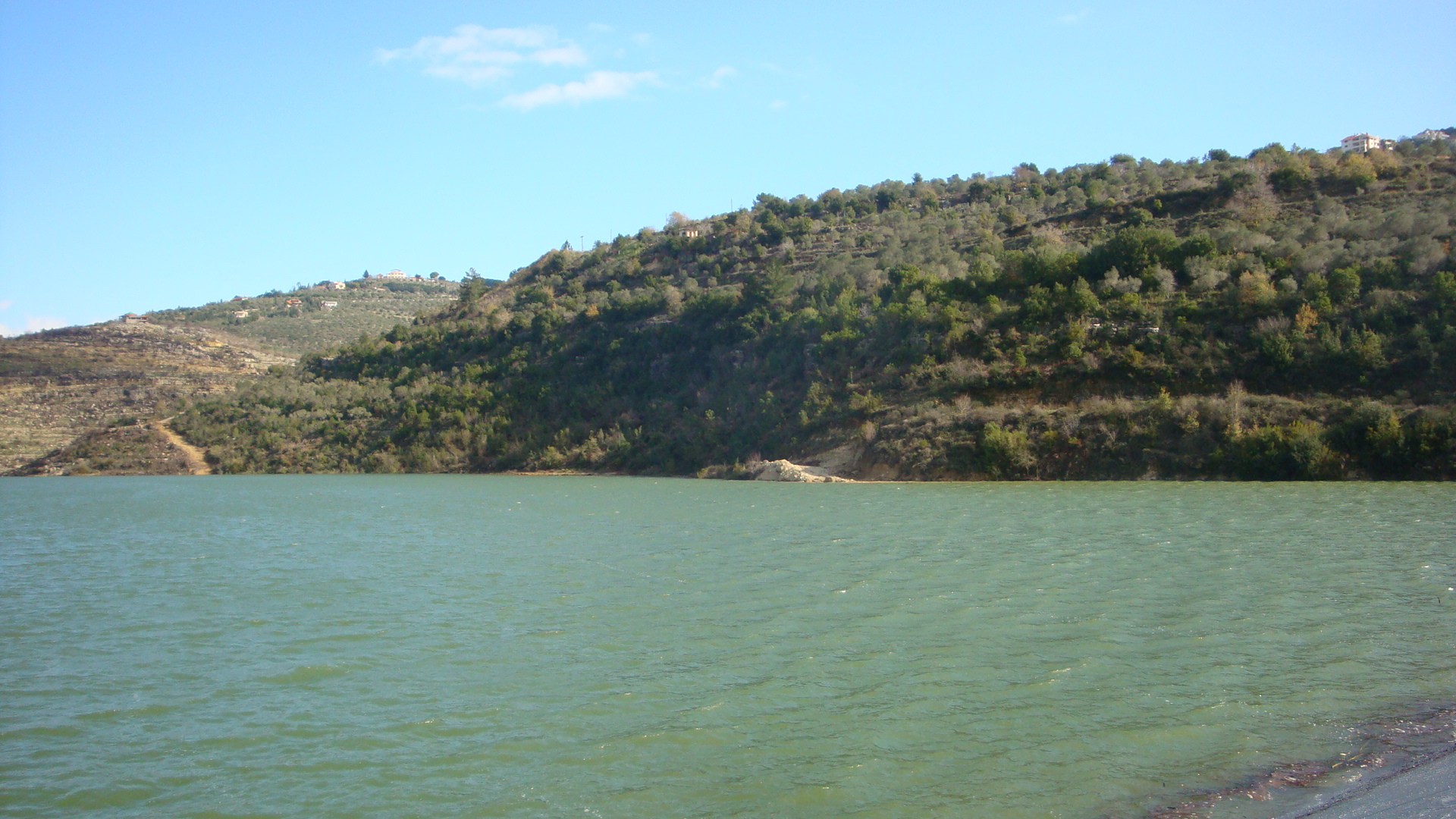
سد الدريكيش

يقع شمال المدينة قرب قرية الدلبة على نهر قيس في سورية تطل عليه قرى البريخية وسريغس وحاموش رسلان والدلبة والمراج ومدينة الدريكيش، يبلغ طول السد 276 متر عند القمة وارتفاعه 41 مترا وتشكلت خلف السد بحيرة الدريكيش ويبلغ طولها 1 كم ومتوسط عرضها 350 متر تنهي عند نبع الدلبة المغذّي لها دوما وهو مصدر رئيسي لمياه الشرب في المنطقة والسد ركامي قليل التكلفة، بني بمواصفات جيدة جداً، يعطي تغذية باطنية للينابيع الجوفية تبلغ 23 مليون متر مكعب، عدا سعته التخزينية الظاهرية البالغة 6 ملايين متر مكعب، والسد مبني على نهر قيس الذي يمثل أحد روافد نهر حصين البحر، حيث تبلغ موارده المائية 76 مليون متر مكعب بفضل معدل هطل مطري يزيد عن 1200مم سنويا .

## المواقع الأثرية في دريكيش
1. قلعة الشيخ ديب/القليعة/ وتبعد عن طرطوس 65 كيلومترا وتقع بين أحضان جبل النبي متى وجبل النبي صالح فوق قمة
جبل صخري بركاني مخروطي الشكل على ارتفاع/600/م عن سطح البحر.
سُمّيت بهذا الاسم نسبة إلى مقام الشيخ ديب الموجود في أسفل القلعة ومن المرجح أن يكون هذا الموقع قد أنشئ للمراقبة والمراسلات.
2. قلعة تخلة التي تبعد حوالي 1000 م عن طريق القديس سيمون وحوالي /2/كم عن دير تازية
أما إطلالة القلعة وهي الكنيسة التي تقع على بعد نصف كم فقط وهي عبارة عن مسقط بازليكي وقد بنيت الكنيسة في القرن الخامس
الميلادي.
3. مغارة بيت الوادي وتتميز بكثرة الصواعد والنوازل الطبيعية وبطولها غير المحدود وتقع المغارة في منطقة دوير رسلان الجبلية وتستقر في وادٍ سحيق مكسو بالأشجار على جدار جرف صخري تكوّن منذ ملايين السنين نتيجة مرور نهر جليدي ضخم في تلك المنطقة لا تزال آثاره ماثلة للعيان تجسد قوة الطبيعة التي استطاعت بالجليد والمياه أن تحفر هذا الوادي العظيم.
يتخلل المغارة ممران مائي وصخري ويخرج منها نبع بيت الوادي الشهير بمياهه المعدنية. وتشير الدراسات إلى أن هذه المغارة كانت مسكونة في العصر الكالكوليتي/5000/ سنة قبل الميلاد والعصر البرونزي الحديث/1200 -1550/ سنة قبل الميلاد وتكثر فيها التجاويف الصخرية والفراغات المجهولة حيث عثر فيها على بقايا عظام بشرية وعلى لقى أثرية وقطع ونصلات صوانية كما عثر فيها على أكثر من أربعة آلاف قطعة فخارية.

## الآثار التي تحيط الدريكيش

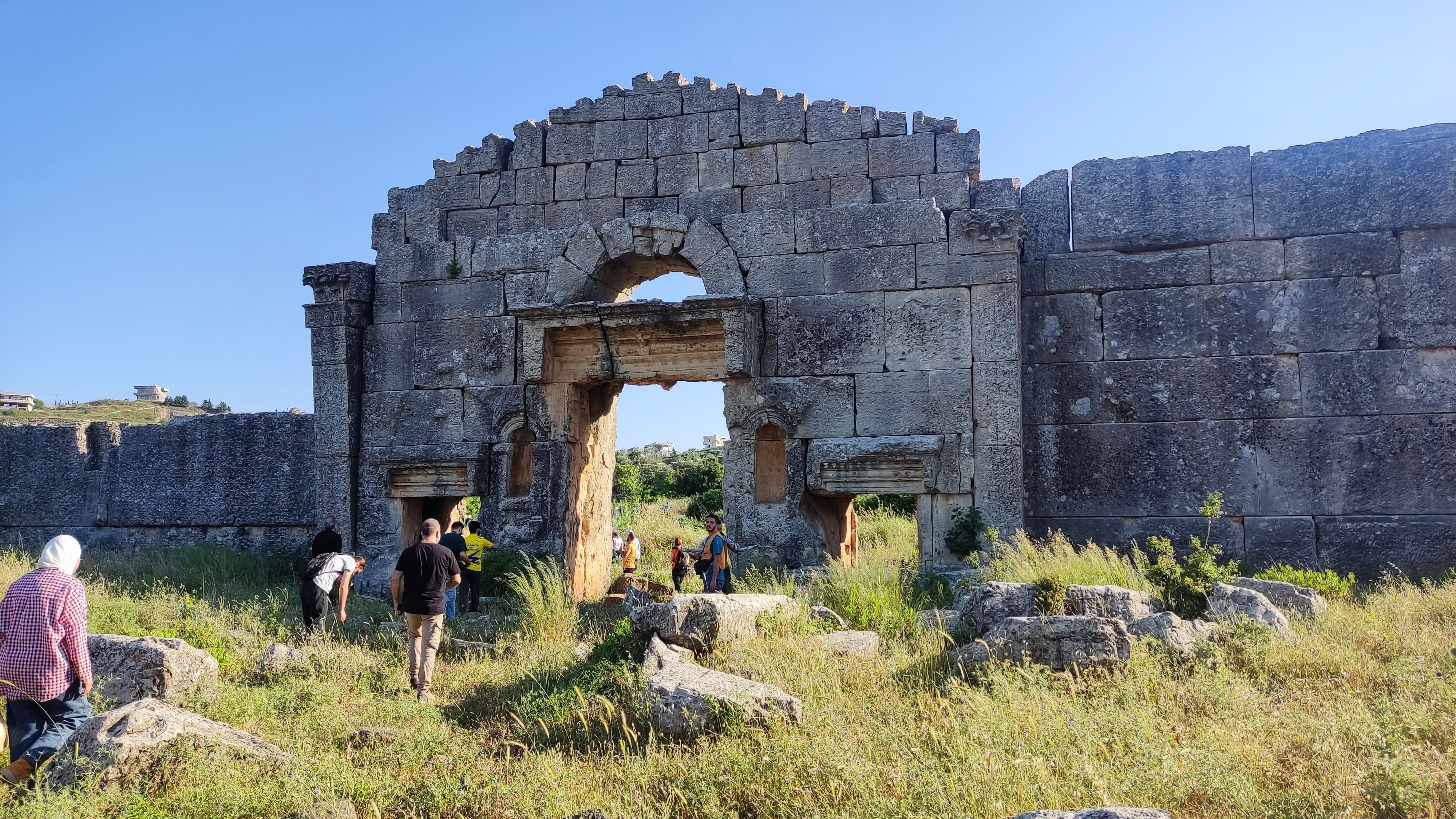
حصن سليمان

إلى جانب المناظر الطبيعية التي حباها الله بها تأتي مجموعة من المواقع الأثرية الهامة لتشكل مؤهلات المنطقة السياحية فيها ومنها :( حصن سليمان الذي يبعد عن دريكيش بحدود 20 كم، قلعة بيت الشيخ ديب، قلعة الكيمة، برج تخله، حي القصر في وادي المصطبة، قصر السلطان), ويضاف إلى ذلك جبل النبي متى بينابيعه وغابته، إضافة إلى الآثار الرومانية هناك عدد من المغاور والكهوف التي تزين المنطقة بجماليتها العريقة ومن أهمها مغارة بيت الوادي التي تعد من أجمل المغارات في العالم وهي مغارة طبيعية فيها نوازل وصواعد بعمق 1كم , وقد قامت وزارة السياحة مؤخراً بتأهيلها سياحياً بإنارتها لمسافة 500م

## حريق ضهرالدريكيش تشرين أول 2016
نتيجةً للجفاف المُستمر وكمخلفات باقية من موسم شتاء ماضٍ وضعيف في بلاد الشام عموماً وفي سوريا خصوصاً، تعرضت منطقة جبل الدريكيش لحرائق ناتجة بشكل رئيسي عن جفاف الأعشاب والأشجار الشديدين وارتفاع بحرارة الجو حتى 34درجة.
الحريق الذي وقع يوم 3-10-2016أتى على غابة من الصنوبر والدلب، أحرقت40 دنماً بالكامل خلال ساعات بمساعدة الرياح النشطة التي هبت على المنطقة، الأمر الذي يُعتبر خسارة حقيقية لهذا المكان الجميل، سيطر فوج إطفاء طرطوس ووحدة الإطفاء في مدينة دريكيش والدفاع المدني ووحدات الإطفاء التابعة لمديرية الزراعة على الحريق في اليوم ذاته لكن بعد ان وقعت الخسارة الكبيرة في المساحات الحراجية والزراعية.

حريق الدريكيش تشرين أول 2016

## اعلام من مدينة الدريكيش
- الفنان غسان مسعود
- الفنانة سوزان نجم الدين
- الشاعر حامد حسن معروف
- محرز محرز